# Jack Cummings (tennista)
Regner Olaf Cummings, detto Jack (Wellington, 8 maggio 1901 – Sydney, 22 gennaio 1972), è stato un tennista australiano.

## Carriera
Attivo tra gli anni 1920 e 1930 ottenne i suoi risultati migliori agli Australian Championships, nell'edizione del 1928 raggiunse la finale del singolare maschile impegnando fino al quinto set il moschettiere Jean Borotra mentre l'anno successivo sfiorò l'impresa nel doppio in coppia con Edgar Moon.
Nella stagione 1928 affrontò il viaggio verso Wimbledon e successivamente a New York raggiungendo in entrambe le occasioni i quarti di finale in coppia con Moon.

## Finali del Grande Slam

### Singolare

#### Finali perse (1)
| Anno | Torneo                   | Avversario in finale | Punteggio               |
| 1928 | Australian Championships | Jean Borotra         | 4–6, 1–6, 6–4, 7–5, 3–6 |

### Doppio

#### Finali perse (1)
| Anno | Torneo                   | Compagno | Avversari in finale        | Punteggio               |
| 1929 | Australian Championships | Gar Moon | Jack Crawford Harry Hopman | 6–1, 6–8, 4–6, 6–1, 6–3 |